# Ester de Abreu
Ester de Abreu (Lisboa, 25 de outubro de 1921 — Rio de Janeiro, 24 de fevereiro de 1997) foi uma atriz e cantora portuguesa radicada no Brasil. Era irmã da também cantora e atriz Gilda Valença.
Era descendente de família de artistas. Obteve grande sucesso com a música Coimbra. Na década de 1950 participou do show Sonho das Berlengas, apresentado no Copacabana Palace. O sucesso foi estrondoso e Ester decidiu permanecer no Brasil onde em seguida foi contratada pela Rádio Nacional.

## Filmografia
| Ano  | Título                            | Papel      |
| ---- | --------------------------------- | ---------- |
| 1976 | Aventuras d'um Detetive Português | Portuguesa |
| 1973 | Como Evitar o Desquite            | [ 3 ]      |
| 1957 | Pirata do Outro Mundo             | [ 4 ]      |
| 1956 | Vamos Com Calma                   | [ 5 ]      |